# Joseph Bureloux
Joseph Bureloux est un ancien arbitre français de football des années 1950, qui officia de 1952 à 1959.

## Carrière
Il a officié dans une compétition majeure : 
- Coupe Charles Drago 1954 (finale)